# ارين بيشوب
ارين بيشوب (بالإنجليزية: Warren Bishop)‏ (17 مارس 1983 في جنوب أفريقيا - ) هو لاعب كرة قدم جنوب أفريقي في مركز الدفاع. لعب مع نادي جامعة بريتوريا ونادي مبومالانجا بلاك أسأت وسانتوس ونادي أمازولو.

## وصلات خارجية
- ارين بيشوب على موقع قاعدة بيانات كرة القدم.إي يو (الإنجليزية)